# RFe 4/4
 (mars 2023).
Les RFe 4/4 constituent une série de trois automotrices à bagages des Chemins de fer fédéraux suisses (CFF), livrées en 1940. Prototypes pour les futures Re 4/4I, elles furent rapidement revendues à des chemins de fer privés qui les utilisèrent jusqu'au milieu des années 90.

## Historique
En 1939, les CFF commandèrent à l'industrie trois automotrices à bagages, destinées aux trains rapides urbains qui devaient être formés à partir des nouvelles voitures en acier léger. Elles devaient être utilisées pour le service de trains rapides légers Genève-Berne-Zurich-Saint-Gall-Rorschach et être équipées d'une commande multiple. Elles devaient en outre être adaptées à des vitesses plus élevées dans les courbes, ce qui nécessitait une faible charge par essieu (moins de 16 tonnes de pression par essieu).
Les véhicules furent livrés en 1940. Il fut assez rapidement constaté qu'ils étaient trop peu performants pour la zone d'utilisation souhaitée, notamment en raison de l'augmentation du trafic due à la guerre. Il aurait fallu utiliser au moins deux ou trois automotrices dans chaque composition et la répartition des bagages dans deux ou trois petits compartiments à bagages dispersés sur la longueur du train était jugée peu pratique. Un véhicule similaire, plus performant, fut donc conçu, mais cette fois sous la forme d'une vraie locomotive. Retardé par la pénurie des années de guerre, il ne fut mis en service qu'en 1946 sous le nom de Re 4/4. Les trois automotrices en représentent visiblement une étape de développement, ce dont attestent la forme de la caisse et le type de construction en tant que locomotive à bogies. La ressemblance avec les machines de type Am 4/4 (de), construites en 1939, est également frappante.
Comme une utilisation judicieuse n'était plus guère possible, les CFF vendirent les trois automotrices à l'ancien Schweizerische Südostbahn (de)(SOB) et au Bodensee-Toggenburgbahn (BT) en 1944 déjà. À cette occasion, quelques maladies de jeunesse furent corrigés et des engrenages avec un nouveau rapport installés. Celui-ci réduisait leur vitesse maximale à 90 km/h, mais augmentait dans le même temps leur force de traction. Après la transformation, elles furent renommées Fe 4/4 et renumérotées 50 (601), 22 (602) et 21 (603). 
En 1945, deux voitures-pilotes (BCt4ü 201 et 202) furent livrées aux SOB. Ces dernières permettaient de former chacune un train-navette avec une automotrice et une voiture intermédiaire. Ces compositions ont ensuite été utilisées pour les trains directs Arth-Goldau–Romanshorn, prédécesseurs de l'actuel Voralpen-Express. En 1945 encore, la 22 subit un incendie. On profita de la réparation pour installer des freins à récupération. Sur la De 4/4 21, l'intercirculation avec soufflet fut supprimée et la porte frontale soudée, puis, en 1966, ce fut au tour de la commande multiple d'être retirée.
En 1962, les trois machines changèrent une nouvelle fois de désignation et devinrent des De 4/4. À cette occasion, l'automotrice du BT prit le numéro 25. Ayant entretemps perdu sa commande multiple, elle en reçut une nouvelle pour l'utilisation avec les voitures-pilotes de la compagnie SZU, à laquelle elle fut vendue en 1977. L'automotrice fut pour l'occasion renumérotée 51.

## Aspects techniques
La Société suisse de construction de locomotives et de machines (SLM) se chargea de la caisse des véhicules et du montage final, tandis que la Société industrielle suisse (SIG) réalisa les bogies. Brown, Boveri & Cie (BBC), la Fabrique de machines d'Oerlikon (MFO) et la Société Anonyme des Ateliers de Sécheron (SAAS) fournirent quant à eux les différents équipements électriques. 

La caisse autoportante possède un poste de conduite aux deux extrémités. Celui-ci est doté d'une porte frontale avec un soufflet escamotable. Il était ainsi possible de placer l'engin moteur au milieu de la composition, tout en permettant aux passagers de traverser l'ensemble du train. Le compartiment à bagages était divisé en deux, en raison d'un rétrécissement dans la partie médiane dû à des boîtes d'appareils. Cependant, seul le côté du compartiment situé du côté de la cabine de conduite 2 possède des portes coulissantes, de sorte que l'autre côté n'est accessible que par ce rétrécissement.

Plan original des RFe 4/4 601 à 603

Les bogies soudés sont conçus comme des châssis en H avec une partie centrale coudée, à laquelle sont également suspendus les moteurs de traction du côté du châssis du bogie. La suspension est assurée en premier lieu par des ressorts hélicoïdaux entre la boîte d'essieu et le châssis du bogie, en second lieu par des ressorts à lames dissimulés entre le bogie et la caisse de la locomotive.
Les essieux sont entraînés par un entraînement à ressort BBC, ainsi que par une simple transmission par engrenages. Le pignon du moteur de traction se trouve sur l'arbre du moteur et la fixation du bout d'arbre creux, sur lequel se trouve la grande roue, est directement vissée sur le carter du moteur. À l'intérieur de celle-ci se trouvent les pots à ressort dans lesquels s'engage l'entraîneur placé sur l'axe moteur. La lubrification des pièces internes de l'entraînement est assurée, avec les roues dentées, par une lubrification à circulation d'huile.

## Retrait et préservation

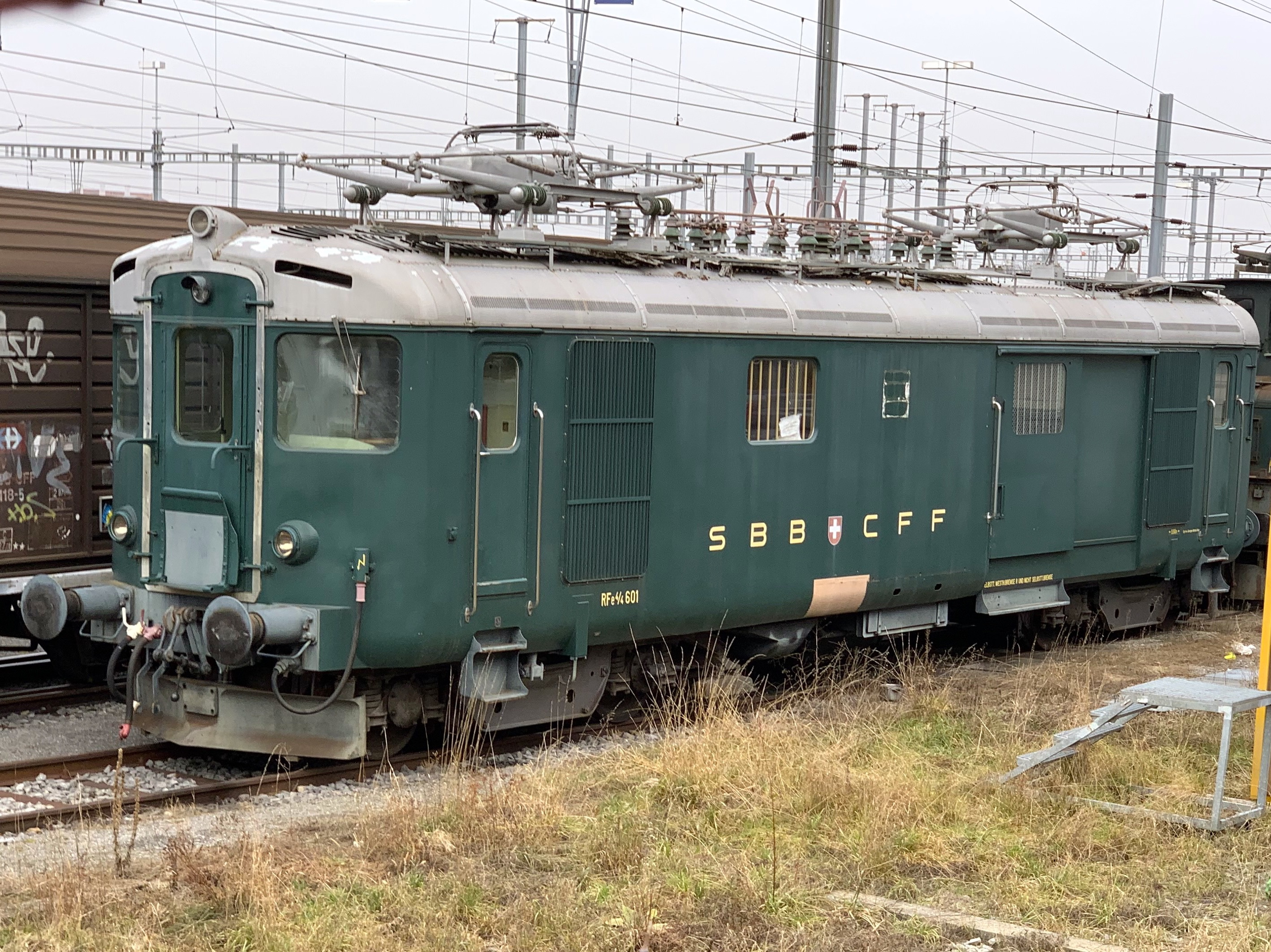
La RFe 4/4 601 en janvier 2022.

Les années 90 virent la fin de carrière des trois automotrices. En 1994, la De 4/4 51 du SZU fut vendue à l'Oensingen-Balsthal-Bahn (OeBB) et dès lors engagée comme véhicule historique sous sa dénomination d'origine (RFe 4/4 601), la vitesse maximale étant toutefois maintenue à 90 km/h. Récupérée en 2004 par l'association Swisstrain, elle fut reprise en 2022 par un particulier et se trouve désormais remisée au Bahnpark de Brugg (de),. 
Toujours en 1994, la De 4/4 21 fut retirée du service actif avec un kilométrage de 2 387 367 km, vendue à Classic Rail AG, puis reprise en 2009 par l'association Swisstrain comme réserve de pièces de rechange pour la RFe 4/4 601, avant d'être finalement mise à la ferraille en 2012. La De 4/4 22 fut quant à elle mise hors service en 1995 avec 2 539 639 km au compteur et démolie en mars 1997.

### Sources
- (de) W. Müller, « Elektrische Gepäcktriebwagen der SBB », Schweizerische Bauzeitung, vol. 114 (1939), no 26,‎ 1939 (OCLC 819241130, DOI 10.5169/seals-50632)
- (de) Gerhard Oswald et Kaspar Michel, Die Südostbahn, Geschichte einer Privatbahn, Zürich, Orell Füssli, 1991, 222 p. (ISBN 3-280-02048-4, OCLC 75278380)
- (de) Hans Schneeberger, Die elektrischen und Dieseltriebfahrzeuge der SBB, vol. 1 : Baujahre 1904–1955, Lucerne, Minirex, 1995, 281 p. (ISBN 3-907014-07-3, OCLC 76269572)
- (de) Peter Willen, Lokomotiven der Schweiz : Normalspur Triebfahrzeuge, Zürich, Orell Füssli, 1975, 232 p. (ISBN 3-280-00800-X, OCLC 636770665)
- (de) Peter Willen, Lokomotiven und Triebwagen der Schweizer Bahnen, vol. 4 : Privatbahnen Zentral-, Süd- und Ostschweiz, Zürich, Orell Füssli, 1983, 284 p. (ISBN 978-3-280-01301-4, OCLC 907747452)
- (de) Schweizerischer Lokomotivbau 1871-1971 : Überblick über die von der schweizerischen Lokomotiv- und Maschinenfabrik im vergangenen Jahrhundert gebauten Lokomotiven und Triebwagen, Winterthour, Schweizerische Lokomotiv- und Maschinenfabrik, 1971, 151 p. (OCLC 716023930)